# Associazione Sportiva Trastevere 1943-1944
Questa voce raccoglie le informazioni riguardanti l'Associazione Sportiva Trastevere nelle competizioni ufficiali della stagione 1943-1944.

## Rosa
| N. |                   | Ruolo | Calciatore       |
| -- | ----------------- | ----- | ---------------- |
|    | Italia (bandiera) | P     | Bianchi          |
|    | Italia (bandiera) | P     | Giuseppe Malerbi |
|    | Italia (bandiera) | P     | Arduini          |
|    | Italia (bandiera) | D     | Giorgio Biagioli |
|    | Italia (bandiera) | D     | Enzo Centomini   |
|    | Italia (bandiera) | D     | Angelo Pomponi   |
|    | Italia (bandiera) | C     | Ripanti          |
|    | Italia (bandiera) | C     | Pasqualini       |
|    | Italia (bandiera) | C     | Felici           |
|    | Italia (bandiera) | C     | Masella          |
|    | Italia (bandiera) | C     | Casali           |
|    | Italia (bandiera) | C     | Caporossi        |
|    | Italia (bandiera) | C     | Migrarella       |
|    | Italia (bandiera) | C     | Roberto Magrelli |
|    | Italia (bandiera) | C     | Sergio Sassi     |

| N. |                   | Ruolo | Calciatore       |
| -- | ----------------- | ----- | ---------------- |
|    | Italia (bandiera) | A     | Stelio Tugnoli   |
|    | Italia (bandiera) | A     | Silvestri        |
|    | Italia (bandiera) | A     | Armando Mozzetta |
|    | Italia (bandiera) | A     | Leo Lulli        |
|    | Italia (bandiera) | A     | Massimo Mai      |
|    | Italia (bandiera) | A     | Francesco Alonzi |
|    | Italia (bandiera) | A     | Fornari          |
|    | Italia (bandiera) | A     | Stoppa           |
|    | Italia (bandiera) | A     | Rizzitelli       |
|    | Italia (bandiera) | A     | Antonio Caporali |
|    | Italia (bandiera) | A     | Mario Carassai   |
|    | Italia (bandiera) | A     | Osvaldo Lori     |
|    | Italia (bandiera) | A     | Pietro Lanzi     |
|    | Italia (bandiera) | A     | Pierangeli       |